# 勝ち組
勝ち組（かちぐみ）とは、第二次世界大戦の日本の降伏後も、日本の敗北を信じず、「日本は戦争に勝った」と信じていた在外日本人のグループのこと。
1945年8月に日本がポツダム宣言を受諾して太平洋戦争が終結した後も、ブラジルを主とした南米諸国や米国ハワイ州などの日系人社会および外国で抑留されていた日本人の中には、敗戦という現実を受け入れられずに、「日本が連合国に勝った」と信じていた人々がいた。こうした人々は「勝ち組」、戦勝派などと呼ばれた。一方で、敗戦の事実を認識し、戦勝派を納得させようとした人たちは、認識派、負け組などと呼ばれた。

## ブラジル
ブラジルでは、1946年3月以降、戦勝派の過激分子・特行隊による、認識派を狙ったテロ事件が頻発、同年7月末には日本人とブラジル人の間に騒乱事件が起きて戦勝派の組織・臣道連盟の会員が検挙され、ブラジル国民の対日本人感情が悪化した。認識派はアメリカ総領事館を通じて戦勝派の日本の親類・友人にはがきの送付を依頼し、また中立国のスウェーデン政府、アメリカ国務省、GHQおよび日本政府も協力して、日本の新聞・映像フィルムを取り寄せるなどした結果、1947年1月の暗殺事件の後、対立は沈静化へ向かった。
後に両国の国交が回復し、特命全権大使がリオ・デ・ジャネイロに再度赴任した後の1950年代初頭に、教育程度の低い地方に多かった「勝ち組」に対して大使自らが説明を行うに至るまで、両者の間の対立が続くこととなった。。
「戦勝」の思い込みの原因について、諏訪 (2010, pp. 65–67)は、
- 1931年の満州事変の後、ブラジルでは「日本からブラジルへの移民には侵略的な意図がある」との警戒感が広がり、排日論が高まって、ヴァルガス政権下の1934年に日本移民を制限する規定が連邦新憲法に盛り込まれ、またコンセッソン契約[7]に連邦議会上院の許可が必要になり、1938年には移民の同化を促す「外国人入国法」（Decreto-Lei nº 406）が施行されて日本人学校が閉鎖されるなど、日系人はブラジル社会の中で抑圧的な立場におかれ、日本が戦争に勝利して抑圧から解放されることへの期待感があったこと
- （1942年の）日本とブラジルの国交断絶後、日本領事館職員や移民会社の社員が帰国してしまっていたことから、1945年8月の終戦後に日本人社会が統制機関を欠いていたこと、精神的に不安定な状態に置かれたこと

を挙げている。また国立国会図書館 (2009)は、
- 1941年6月に日本語新聞が廃刊された後、ポルトガル語のメディアは連合国のプロパガンダだとして信用しなかった人々は、（日本のプロパガンダが含まれるにもかかわらず）情報源を日本の短波放送だけに頼ってしまっていたことから、デマが広がりやすくなっていたこと

を挙げている。また高木俊朗 (1991, p. 397)は、
- 勝ち組の人々の基本思想には、異郷に孤立し、戦争時は迫害された移民の心の支えとして存在していた、大和民族を最も優秀な民族とする考えや信念があったことを挙げている。
- 「狂信」第1巻において、勝ち組の中には、実際には敗戦により値打ちを失った日本の旧円紙幣を騙して売りつけることを狙った者もいて、そういった者が認識派への殺害・テロに及んだことを指摘している[8]。（後述：詐欺事件を参照。）

なお、高度経済成長期末の1973年にブラジルから日本に帰国した「勝ち組」の家族3組が、「ほら見ろ、日本はこんなに豊かになっている、やっぱり日本は勝ったんだ。」といった趣旨の発言をしていたという。

### 詐欺事件
1946年（昭和21）1月の新円切替で紙くずとなった旧紙幣を勝ち組に対してだまして売りつける事件が頻発した。旧円紙幣を購入するために農場を売った者などもおり、だまされたと分かった後は自殺や一家離散などの悲劇が相次いだ。ブラジルに大量の旧円紙幣を持ち込んだ者の正体は分かっておらず、上海や香港で大量の旧円紙幣を集めていた児玉機関の関与が疑われたが証拠は見出されていない。

## ペルー
岡安 (1952, p. 90)は、ペルーでは1945年8月15日以降、勝ち組と負け組の対立が起こり、1952年3-5月に岡安が現地を訪問したときにも、ペルーの在留日本人7,000-10,000人の中に勝ち組の人がなお700-800人残っていて、ペルーを訪問した岡安のもとへ勝ち組の人が面会に来たが、事情を説明しても日本が負けたことに納得しない人もいた、と報告している。
同書では、勝ち組が生まれた原因として、終戦の頃、上海方面から、主としてユダヤ人が日本紙幣の売込みに来て、日本紙幣を買わせるために当時の大本営発表を誇張して日本が勝利するかのように伝え、日本の軍艦が日系人を迎えにやって来るなど吹聴したことを挙げている。
勝ち組の人々は、紀元節を祝い教育勅語を読むなど戦前のままの思想・教育を続けており、ペルー政府からも懸念されていたという。

## 日本人捕虜収容所
各地の捕虜収容所では情報が少なかったこともあり、連合国軍が説明する「終戦」を信じない者も相当数存在した。1945年12月2日、インド政府は沢田廉三元ビルマ大使、磯田三郎元陸軍中将をデオリ収容所（アジュメール近郊）に派遣して説明にあたらせたが、沢田と磯田を偽物として疑う者が現れ収拾がつかなくなった。やがて収容所内で「勝ち組」と「負け組」に分かれた抗争が始まり、1946年2月25日には、騒乱状態になった「勝ち組」に対して警備兵による発砲が行われ17人が死亡した。

## 関連メディア
- 丸山, 浩明 著、丸山浩明 編『ブラジル日系移民‐百年の軌跡』明石書店、2010年。ISBN 4750332372。‐仁平 (2010)は書評。
- プロジェクト (2010年). “jp2br.net”.   「ブラジル日本人移民百年の軌跡 – ブラジルにおける日系移民資料の分析・保存とデジタルアーカイブ構築」プロジェクト. 2016年7月16日閲覧。‐仁平 (2010, p. 655)で紹介されている。